# Lars Freudenthal

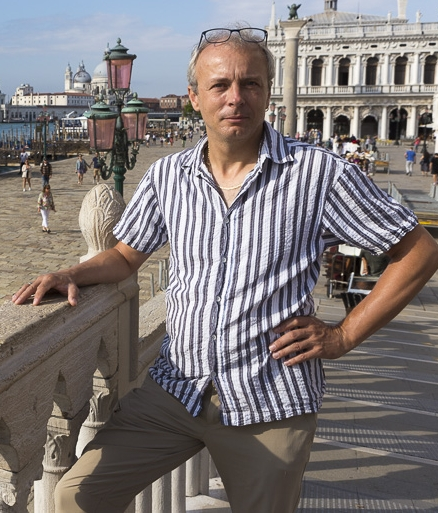
Lars Freudenthal (2020)

Lars Freudenthal (* 24. April 1973 in Nordenham) ist ein deutscher Reisejournalist und Schriftsteller, der hauptsächlich im Schwarzwald arbeitet, inzwischen aber auch mehr als 60 Länder bereist hat. Einen Großteil seiner Reiseberichte veröffentlicht er auf seinem eigenen Blog, den er zusammen mit seiner Frau Annette führt.

## Biografie
Freudenthal wuchs ab dem 9. Lebensjahr in Waldshut-Tiengen auf. Er besuchte die Hochschule für Technik und Wirtschaft in Dresden und studierte parallel dazu Belletristik an der Axel Andersson Akademie, die heute zur Hamburger Akademie für Fernstudien (HAF) gehört.
Der Einstieg in den Journalismus erfolgte als Quereinsteiger beim Südkurier, wo er für verschiedene Lokalteile, ein Gesundheits- und ein Wirtschaftsmagazin tätig war. Von 2009 bis 2011 unterstützte er den Anzeiger Südwest als Redakteur. Seit 2011 ist Lars Freudenthal für den Bruckmann Verlag in München tätig, für den er Wanderführer und Landschaftsporträts verfasst. Seit 2017 ist Freudenthal außerdem für die Red Bull Media GmbH tätig, für die er Tourenbeschreibungen und Karten für deren Magazin Bergwelten erstellt. Er ist Autor von bzw. als Autor beteiligt an fast 40 Wanderführern für den Schwarzwald, das Allgäu, das Elsass und die Vogesen.